# Lesław Łukaszewicz
Lesław Łukaszewicz, także Leonard Łukaszewicz, krypt. Wieńczysław Strzembosz (ur. 6 listopada 1809 w Markowej koło Podhajec, zm. 6 listopada 1855 w Theresienstadt) – polski działacz nielegalnej opozycji demokratycznej, historyk literatury. 

## Życiorys
Członek Związku Przyjaciół Ludu, potem Stowarzyszenia Ludu Polskiego, w którym należał do grupy działaczy radykalnych. W czasie okupacji austriackiej 1836-1841 działał na terenie Krakowa. W marcu 1838 aresztowany, zdołał zbiec pozorując chorobę psychiczną. Aresztowany ponownie w 1851 roku w związku ze spiskiem Juliana Goslara. Zmarł w więzieniu austriackim.
Autor popularnego w XIX wieku Rysu dziejów literatury polskiej (wielokrotnie wznawianego i uzupełnianego przez innych autorów, również po śmierci Łukaszewicza). W latach 1837–1838 wydawał pismo "Pamiętnik Naukowy".